# Amazonides dividens
Amazonides dividens är en fjärilsart som beskrevs av Walker 1857. Amazonides dividens ingår i släktet Amazonides och familjen nattflyn. Inga underarter finns listade i Catalogue of Life.